# Ярусевичюс, Густас
Густас Ярусевичюс (лит. Gustas Jarusevičius; род. 23 мая 2003, Алитус) — литовский футболист, полузащитник клуба «Жальгирис».

## Карьера

### «Дайнава»
Воспитанник футбольной академии родного города с одноимённым названием «Алитус». В июне 2017 года футболист присоединился к клубу «Дайнава». Дебютировал за клуб футболист 26 июня 2017 года в матче Кубка Литвы против клуба «Витис», выйдя на замену на 90 минуте. Свой первый матч в чемпионате футболист сыграл 6 июля 2017 года против «Паневежиса», выйдя на замену на 80 минуте. Также футболист параллельно продолжал выступать на юношеском уровне за команду «Алитуса». В начале 2018 года футболист полноценно стал игроком «Дайнавы». Дебютный гол за клуб футболист забил 13 апреля 2018 года в матче против клуба «Жальгирис B». По итогу сезона футболист вместе с клубом стал серебряным призёром Первой лиги, отличившись за сезон 3 забитыми голами.

### «Жальгирис»

#### Начало карьеры
В марте 2019 года футболист перешёл в вильнюсский «Жальгирис», присоединившись ко второй команде клуба. Первый матч за команду футболист сыграл 8 мая 2019 года против клуба «Нявежис», выйдя на замену в начале второго тайма. Также футболист неоднократно попадал в заявку основной команды клуба. В июле 2019 года футболист вместе с клубом отправился на квалификационные матчи Лиги Европы УЕФА, однако на поле так и не вышел. Дебютный матч за основную команду клуба футболист сыграл 25 сентября 2019 года против клуба «Атлантас», выйдя на замену на 63 минуте. Дебютными забитыми голами за клуб футболист отличился 22 ноября 2019 года в матче против «Атлантаса», оформив дубль. На протяжении сезона футболист преимущественно выступал за вторую команду клуба, где был одним из основных игроков. По итогу дебютного сезона футболист вместе с клубом стал серебряным призёром чемпионата. Новый сезон футболист начал 29 февраля 2020 года с победы за Суперкубок Литвы, победив «Судуву», выйдя на поле на 93 минуте. Также футболист первые свои матчи проводил в составе основной команды клуба, однако затем весь сезон преимущественно проводил за вторую команду клуба. Вместе с клубом футболист стал победителем чемпионата.

#### Сезон 2021
В начале 2021 года футболист стал полноценно готовиться к новому сезону в составе основной команды клуба. Первый матч в новом сезона футболист сыграл 16 марта 2021 года в матче против клуба «Ритеряй», выйдя на замену на 88 минуте. Вместе с клубом футболист стал серебряным призёром Суперкубка Литвы, где 3 апреля 2021 года уступили в серии пенальти «Паневежису», однако сам футболист остался на скамейке запасных. В июле 2021 года футболист вместе с клубом вылетев на квалификационные матчи Лиги чемпионов УЕФА. Первый матч в рамках еврокубкового турнира футболист сыграл 27 июля 2021 года против венгерского «Ференцвароша», выйдя на замену на 87 минуте, по итогу отправившись в квалификации Лиги Европы УЕФА. Своим первым в сезоне забитым голом футболист отличился 9 августа 2021 года в матче против клуба «Банга». По итогу еврокубковых турниров футболист вместе с клубом сначала в третьем квалификационном раунде Лиги Европы УЕФА уступил словенскому клубу «Мура», вылетев в раунд плей-офф Лиги конференций УЕФА, где уступили норвежскому клубу «Будё-Глимт». Вместе с клубом футболист стал обладателем Кубка Литвы, где в финале 23 октября 2021 года победили «Паневежис». На протяжении сезона футболист был одним из основных игроков, закрепившись в клубе лишь со второй половины чемпионата, отличившись 3 забитыми голами и 2 результативными передачами. По итогу сезона футболист вместе с клубом стал победителем чемпионата.

#### Сезон 2022
В декабре 2021 года футболист продлил контракт с вильнюсским клубом. Новый сезон футболист начал 26 февраля 2022 года с поражения за Суперкубок Литвы, где в серии пенальти уступили «Судуве». Первый матч в чемпионате футболист сыграл 13 марта 2022 года против клуба «Шяуляй», выйдя на замену на 64 минуте. Первым результативным действием за клуб футболист отличился 13 апреля 2022 года в матче против клуба «Джюгас», отдав голевую передачу. Первым в сезоне забитым голом за клуб футболист отличился 1 июля 2022 года в матче против клуба «Хегельманн». Затем в июле 2022 года футболист отправился на квалификационные матчи Лиги чемпионов УЕФА. Первый матч в рамках еврокубкового турнира футболист сыграл 5 июля 2022 года против косоварского клуба «Балкани». По итогу третьего квалификационного раунда Лиги чемпионов УЕФА футболист вместе с клубом уступил норвежскому клубу «Будё-Глимт», вылетев в раунд плей-офф Лиги Европы УЕФА. В рамках матчей Лиги Европы УЕФА футболист вместе с лубом уступили болгарскому «Лудогорцу», однако квалифицировались на основной турнир Лиги конференций УЕФА. Первый матч на групповом этапе Лиги конференций УЕФА футболист сыграл 15 сентября 2022 года против швейцарского «Базеля», выйдя на замену на 85 минуте. По итогу группового этапа футболист вместе с клубом заняли последнее место, тем самым завершив свою еврокубковую компанию. На протяжении сезона футболист выступал за клуб преимущественно в роли игрока замены, отличившись забитым голом и результативной передачей. По итогу сезона футболист вместе с клубом стал победителем чемпионата.

#### Сезон 2023
Новый сезон футболист начал 26 февраля 2023 года с победы за Суперкубок Литвы, где в серии пенальти победили «Кауно Жальгирис». Первый матч в чемпионате футболист сыграл 5 марта 2023 года против клуба «Джюгас», выйдя на замену на 53 минуте. В конце марта 2023 года футболист выбыл из распоряжения основной команды. В мае 2023 года футболист вернулся в распоряжение клуба, однако также отправился выступать за вторую команду клуба. Первый матч за команду футболист сыграл 22 мая 2023 года против клуба «Ритеряй B», выйдя на поле в стартовом составе. Первым забитым голом за команду футболист отличился 5 июня 2023 года в матче против клуба «Шяуляй B». В июле 2023 года футболист вместе с основной командой клуба отправился на квалификационные матчи Лиги чемпионов УЕФА. Первый матч в рамках еврокубкового турнира футболист сыграл 11 июля 2023 года против северомакедонского клуба «Струга», выйдя на замену на 62 минуте. Первым результативным действием за основную команду клуба футболист отличился 21 июля 2023 года в матче против «Судувы», отдав голевую передачу. В конце июля 2023 года полноценно был отправлен во вторую команду клуба, где футболист был одним из основных игроков. По итогу сезона футболист вместе с клубом стал серебряным призёром чемпионата, успев отличиться своей единственной результативной передачей.

### «Трансинвест»
В феврале 2024 года футболист на правах свободного агента перешёл в «Трансинвест», подписав контракт до коцна сезона. Дебютировал за клуб футболист 25 февраля 2024 года в матче за Суперкубок Литвы, где в серии пенальти уступили клубу «Паневежис». Первый матч в чемпионате футболист сыграл 3 марта 2024 года против клуба «Хегельманн», выйдя на замену на 57 минуте. Дебютным забитым голом за клуб футболист отличился 21 апреля 2024 года в матче против «Паневежиса». С мая 2024 года футболист выбыл из распоряжения клуба на длительный срок. В июле 2024 года футболист вместе с клубом отправился выступать на квалификации Лиги конференций УЕФА, где по сумме матчей уступили чешскому клубу «Млада-Болеслав». Однако затем футболист так полноценно и не вернулся в расположение клуба. По итогу сезона футболист вместе с клубом завершил чемпионат на итоговом последнем месте. Всего за сезон футболист отличился своим единственным забитым голом. По окончании сезона футболист покинул клуб.

### «Жальгирис»
В январе 2025 года футболист на правах свободного агента вернулся в «Жальгирис», подписав контракт до конца сезона. Новый сезон футболист начал 22 февраля 2025 года с победы за Суперкубок Литвы, где в финале в серии пенальти победили клуб «Банга». Первый матч в чемпионате футболист сыграл 2 марта 2025 года против клуба «Джюгас», выйдя на поле в начале второго тайма и отличившись своим первым в сезоне забитым голом.

## Международная карьера
Начинал международную карьеру футболист в 2018 году в составе юношеской литовской сборной до 16 лет. В июне 2018 года получил вызов в юношескую сборную Литвы до 17 лет. Дебютировал за сборную футболист 26 июня 2018 года в матче против сборной Финляндии. Дебютный гол за сборную футболист забил 29 июня 2018 года в матче против сборной Эстонии. В сентябре 2019 года футболист вместе со сборной отправился на квалификационные матчи юношеского чемпионата Европы. В матче 3 октября 2019 года против сборной Фарерских островов футболист отличился забитым дублем.
В сентябре 2021 года футболист получил вызов в молодёжную сборную Литвы для участия в квалификациях на молодёжного чемпионата Европы. Дебютировал за сборную футболист 3 сентября 2021 года в матче против сборной Словакии. В октябре 2021 года футболист получил вызов в юношескую сборную Литвы до 19 лет для участия в квалификационных матчах юношеского чемпионата Европы. Дебютировал за сборную футболист 6 октября 2021 года в матче против сборной Италии.

## Достижения
«Жальгирис»
- Чемпион Литвы (3): 2020, 2021, 2022
- Обладатель Суперкубка Литвы (3): 2020, 2023, 2025
- Обладатель Кубка Литвы (2): 2021, 2022